# ヨナス・マチュリス (バスケットボール)
ヨナス・マチュリス（Jonas Mačiulis、1985年2月10日 - ）は、リトアニアの元バスケットボール選手。愛称は「マイロニス」だが、これは20世紀の詩人マイロニスの本名が同姓同名であることにちなむ。

## 経歴
2009年、ミラノ・アルマーニ・ジーンズと2年契約を結ぶ。2012年2月8日、カウナス・バルタイと契約。2012年4月24日、メンズ・サーナ・バスケットと1年契約を結ぶ。2012年7月24日、パナシナイコスBCと1年契約を結ぶ。2014年7月26日、レアル・マドリード・バロンセストと2年契約を結ぶ。2016年5月21日、レアルと再び契約を結ぶ。